# Longares
Longares és una població espanyola de la província de Saragossa de la comunitat d'Aragó.
La població de Longares, referida al cens de l'1 de gener de 2007, és de 873 habitants dels quals 493 són homes i 380 dones. (Font: Institut Nacional d'Estadística).
Està situat a una altitud de 531 metres sobre el nivell del mar; distància de la capital, Saragossa, 38 quilòmetres per l'autovia A-23. Es troba entre els rius Huerva i Jalón, de la comarca Camp de Carinyena.
El seu paisatge, caracteritzat pel seu pla sòl, de tonalitat ocre i vermellosa, que la seva policromia s'encén amb el verdor dels majuelos, s'estén sota la presidència de la Serra d'Algairén.
El seu terme municipal té una superfície de 45,7 quilòmetres quadrats i limita amb els d'Alfamén, Villanueva de Huerva, Cariñena, Muel, Mezalocha i Tosos.

## Festes
- 20 de gener: Sant Sebastià.
- 10 de maig: Santa Espina. (Normalment, solen ser 3, 4 o 5 dies de festes en la localitat. Dia principal: 10 de maig.
- De l'1 al 8 de setembre. Els dies principals, en els quals se celebra el "Paloteo de Longares" ja Festa d'Interès Turístic d'Aragó són:
  - 2 de setembre: Santos Vicente i Gonzalo.
  - 8 de setembre: Virgen de la Puerta.

## Escut
- La història de Longares va estretament lligada a la de Saragossa. Aquesta influència que el Consell saragossà va exercir durant diversos segles en la vila perdura en l'escut de Longares, idèntic al de Saragossa, amb el lleó rampant.

Està constituït de fons vermell amb un lleó coronat d'or. L'escut de Longares es diferencia del de Saragossa per una bordura de plata que l'envolta, sobre la qual, i en lletres de sabre -negre- apareix com llegenda el seu títol d'honor de "FIDEL VILA DE LONGARES". Aquest títol va ser concedit per Felip V, com mostra de gratitud per la fidelitat que la vila va mantenir amb el monarca durant la Guerra de Successió."